# Naissance en 1419
Naissance
- 1415
- 1416
- 1417
- 1418
- 1419
- 1420
- 1421
- 1422
- 1423

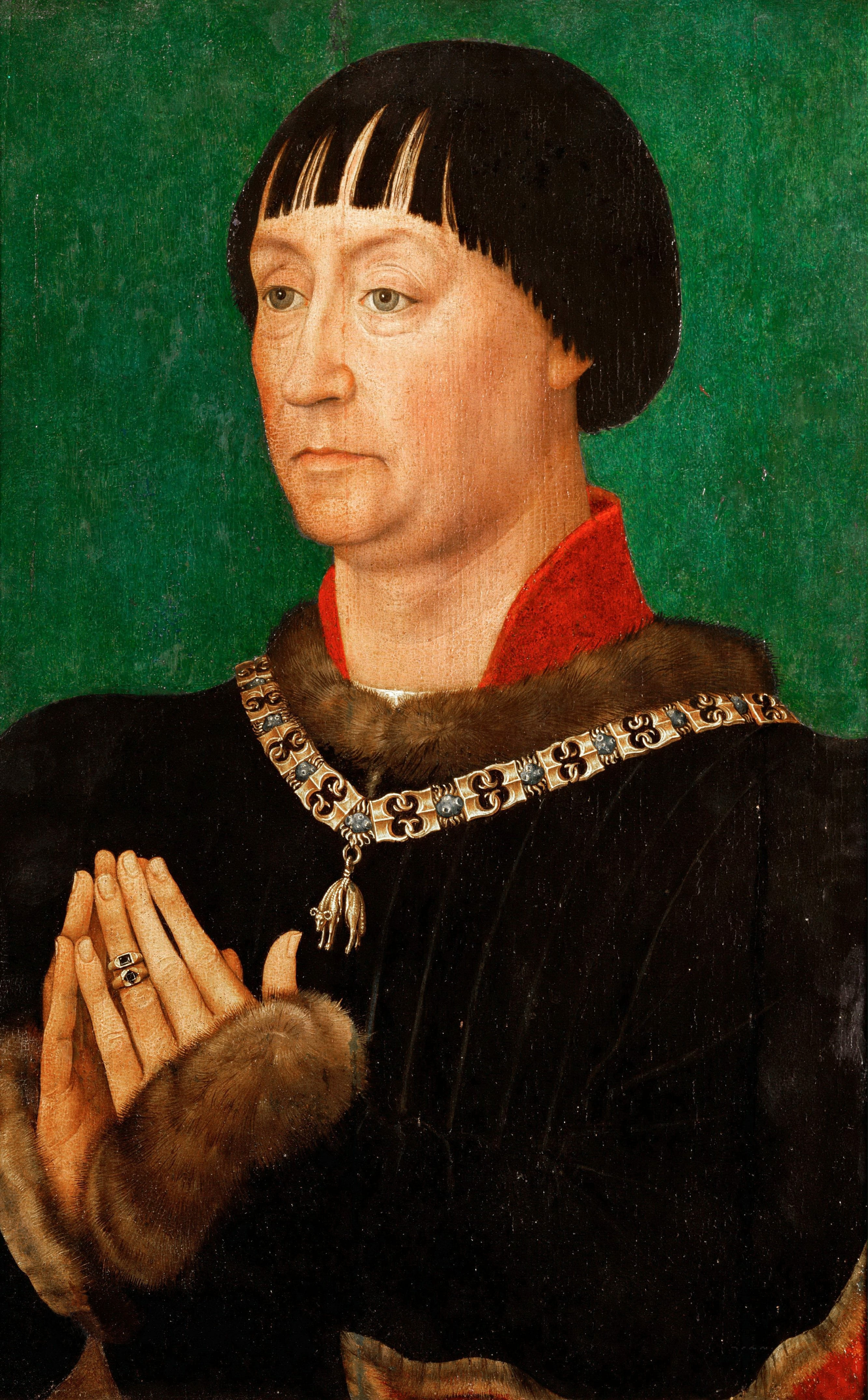
Jean Ier de Clèves, né en 1419.

Cette page dresse une liste de personnalités nées au cours de l'année 1419  :
- 16 février : Jean Ier de Clèves, duc de Clèves.
- 7 mars : Mathilde du Palatinat, ou Mathilde de Wittelsbach, aristocrate allemande.
- 24 mars : Ginevra d'Este, marquise de Ferrare.
- 10 juillet : Go-Hanazono, 102e empereur du Japon.
- 7 octobre : Niccolò Fortiguerra, dit le cardinal de Teano, cardinal italien.
- 1er novembre : Albert II de Brunswick-Grubenhagen, prince de Grubenhagen.

- Jean de Nassau, comte de Nassau-Wiesbaden et comte de Nassau-Idstein.
- Adolphe XII de Schaumbourg, corégent du  Holstein-Pinneberg.
- Juan Pacheco, premier marquis de Villena.
- Thierry van Tuldel, 26e abbé de Parc.

date incertaine (vers 1419)
- Nicolas de Scharnachthal, ou Niklaus von Scharnachthal, homme d’État bernois, avoyer de cette ville.

## Crédit d'auteurs
- Cet article est partiellement ou en totalité issu de l'article intitulé « 1419 » (voir la liste des auteurs).